# Fundo Island
Fundo gehört zu den größeren Inseln von Sansibar. Die 9 km lange und 1 km breite Insel ist von einem Korallenriff umgeben. Zusammen mit Njao unmittelbar nördlich, sowie anderen Inseln, bildet das Eiland einen natürlichen Schutz für den Hafen von Wete, der sechs Kilometer östlich liegt.
Die Bewohner der Insel leben vom Fischfang und der Holzverarbeitung.